# ボブ・ゲイル
ボブ・ゲイル（Bob Gale、1951年5月25日 - ）はアメリカ合衆国の脚本家。ミズーリ州ユニバーシティシティ出身。

## 人物
『1941』、『バック・トゥ・ザ・フューチャーシリーズ』の脚本を務めた事で有名。『バック・トゥ・ザ・フューチャー』で第58回アカデミー賞脚本賞にノミネートされた。
2001年、『アメージング・ハイウェイ60』で監督・脚本を務め長編監督デビューした。

## フィルモグラフィ

### 映画
- 抱きしめたい I Wanna Hold Your Hand (1978年) - 脚本
- 1941 1941 (1979年) - 脚本・原作
- ユーズド・カー Used Cars (1980年) - 脚本・製作
- バック・トゥ・ザ・フューチャー Back to the Future (1985年) - 脚本・製作
- 世にも不思議なアメージング・ストーリー Amazing Stories (1986年) - 脚本
- バック・トゥ・ザ・フューチャー PART2 Back to the Future Part II (1989年) - 脚本・原作・製作
- バック・トゥ・ザ・フューチャー PART3 Back to the Future Part III (1990年) - 脚本・原案・製作
- トレスパス Trespass (1992年) - 脚本・製作総指揮
- ボーデロ・オブ・ブラッド/血まみれの売春宿 Bordello of Blood (1996年) - 原案
- アメージング・ハイウェイ60 Interstate 60: Episodes of the Road (2001年) - 監督・製作・脚本

### ゲーム
- Back to the Future: The Game (2010年) - ストーリー監修